# Michelangelo Tamburini

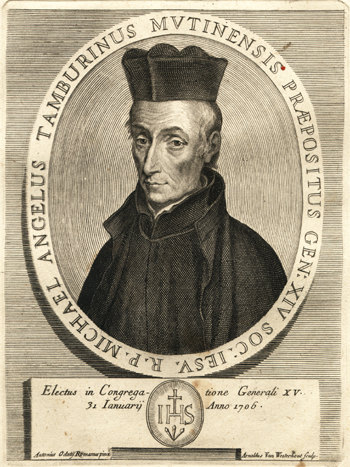
Michelangelo Tamburini

Michelangelo Tamburini (* 27. September 1648 in Modena; † 28. Februar 1730 in Rom) war der 14. General der Societas Jesu.

## Leben
Am 16. Januar 1665 trat Tamburini in die Societas Jesu ein. Nach seinem Studium der Philosophie und Theologie war er zwölf Jahre Dozent für diese Fächer. Am Kolleg in Bologna lehrte er Philosophie und in Mantua Theologie. Anschließend wurde er zum Beichtvater des Kardinals Rinaldo d’Este berufen. Dieses Amt hatte er bis 1696 inne.
Von 1697 bis 1699 war Tamburini der Provinzial der Ordensprovinz Venedig. Anschließend berief ihn der 13. General des Ordens, Thyrsus González, zum Ordenssekretär. Als solcher avancierte Tamburini 1703 zum Generalvikar.
Als González in seinen letzten Lebensjahren schwer krank seinen Amtsgeschäften nicht mehr nachgehen konnte, übernahm auf Wunsch des Papstes Tamburini kommissarisch die Leitung des Ordens. Als González am 27. Oktober 1705 starb, wählte die Generalversammlung des Ordens am 3. Januar 1706 Tamburini zum 14. General des Ordens.
Im Alter von 81 Jahren starb Michelangelo Tamburini am 28. Februar 1730 in Rom.